# 야니네 비슬러

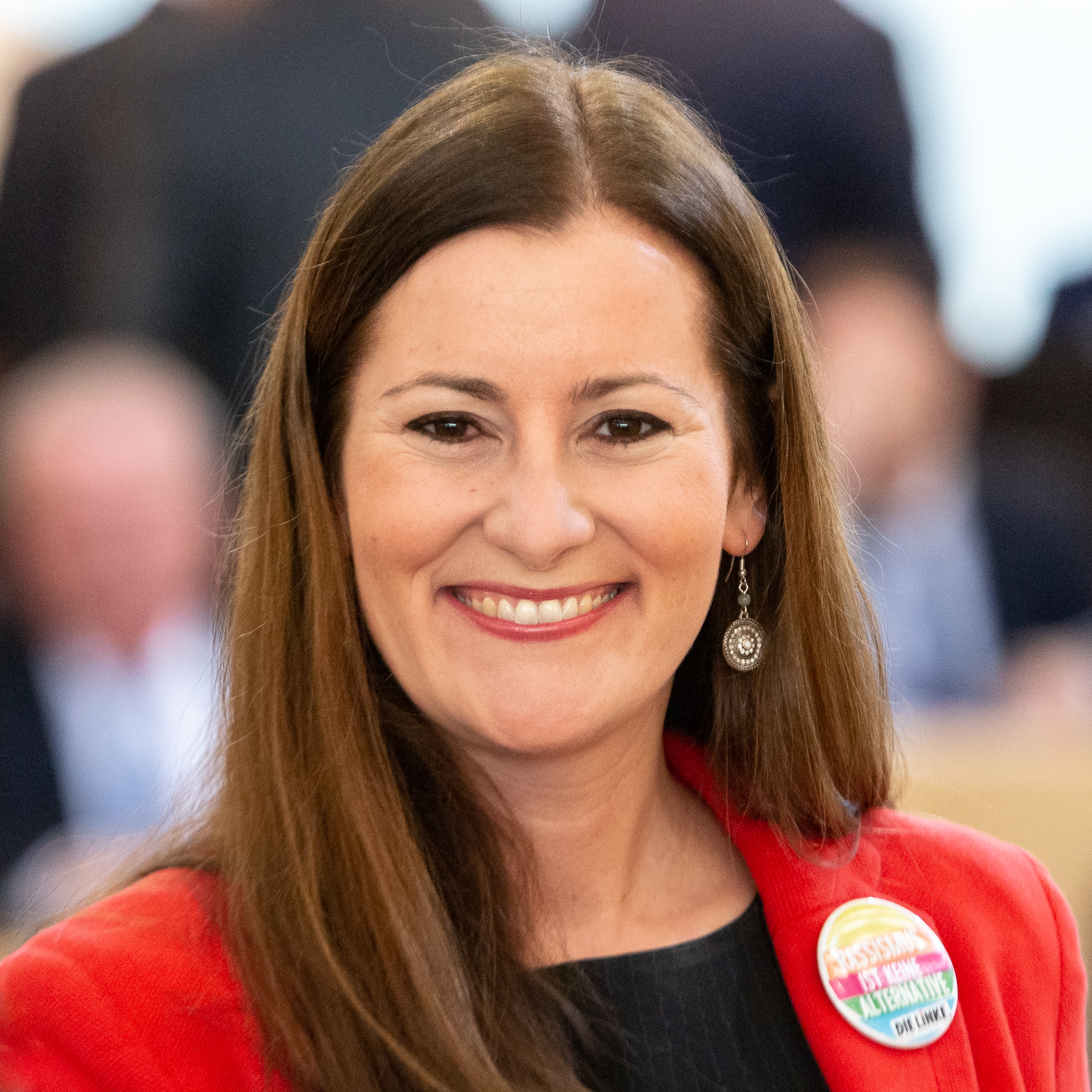

야니네 비슬러(독일어: Janine Wissler, 1981년 5월 23일 ~ )는 독일의 정치인으로 2021년 이래 좌파당의 공동대표 중 한 명이다. 그는 2008년부터 헤센 주의원을, 2009년부터 헤센주 원내대표를 지내고 있으며, 2014년부터 2021년까지 연방 좌파당 부대표를 지냈다. 2021년 총선을 앞두고 디트마어 바르치와 함께 공동 총리 후보로 선출되었다.